# Arisaema aequinoctiale
Arisaema aequinoctiale là một loài thực vật có hoa trong họ Ráy (Araceae). Loài này được Nakai & F.Maek. mô tả khoa học đầu tiên năm 1932.